# Góbi-Altaj tartomány
Góbi-Altaj tartomány (mongolul: Говь-Алтай аймаг) Mongólia huszonegy tartományának (ajmag) egyike. Az ország délnyugati részén terül el, székhelye Altaj.

## Földrajz
Nyugaton Hovd-, keleten Bajanhongor tartománnyal, délen és délnyugaton Kína Hszincsiang-Ujgur Autonóm Területével határos. Északon Dzavhan tartománnyal hosszú szakaszon az azonos nevű Dzavhan folyó jelenti a határt.
A tartomány központi részén végig a Mongol-Altaj északnyugat-délkeleti irányú hegyvonulatai húzódnak. A hegység itteni legmagasabb hegye a Szutaj (4108 m?). Északnyugaton a Nagy-tavak medencéjéhez tartozó Hüjszín-góbi (Хүйсийн говь) medence és a Mongol-elsz homoktenger nyújtózik. Keletebbre a Haszagt-Hájrhan-hegység (Хасагт-хайрхан, 3578 m) terül el, ennek „leginkább erdős, vadban gazdag és legszebb része” 1965 óta természetvédelmi terület. A hegység északról, a Mongol-Altaj dél felől keretezi a Sarga-tó (vagy  Sarga-góbi, Шаргын нуур, Шаргын говь) medencéjét, melynek egy része 1993 óta szintén természetvédelmi terület.
A Mongol-Altajtól délre eső hatalmas térség nagy része félsivatag vagy sivatag: az Altajon túli Góbi és a Dzsungár Góbi (utóbbi legnagyobb része Kínához tartozik). Ezt a kopár vidéket is néhol hegyközi medencék (az Alag-tó medencéje), vagy magasra emelkedő hegyek szakítják meg: az Azs-Bogd (Аж Богд, 3802 m) és a legdélebbre fekvő Atasz-Bogd (Атас богд, 2695 m). Az Altajból dél felé leereszkedő folyók (Szagszaj [a Hovd mellékfolyójával azonos a neve]) vize elvész a homokban.

## Népessége
| 2011 | 53 590 |
| 2015 | 56 209 |

## Éghajlat
Éghajlata szélsőségesen kontinentális. A januári középhőmérséklet mínusz 15-20 °C, a júliusi középhőmérséklet 25-28 °C, jelentős a hőmérséklet napi ingadozása is.

## Járások

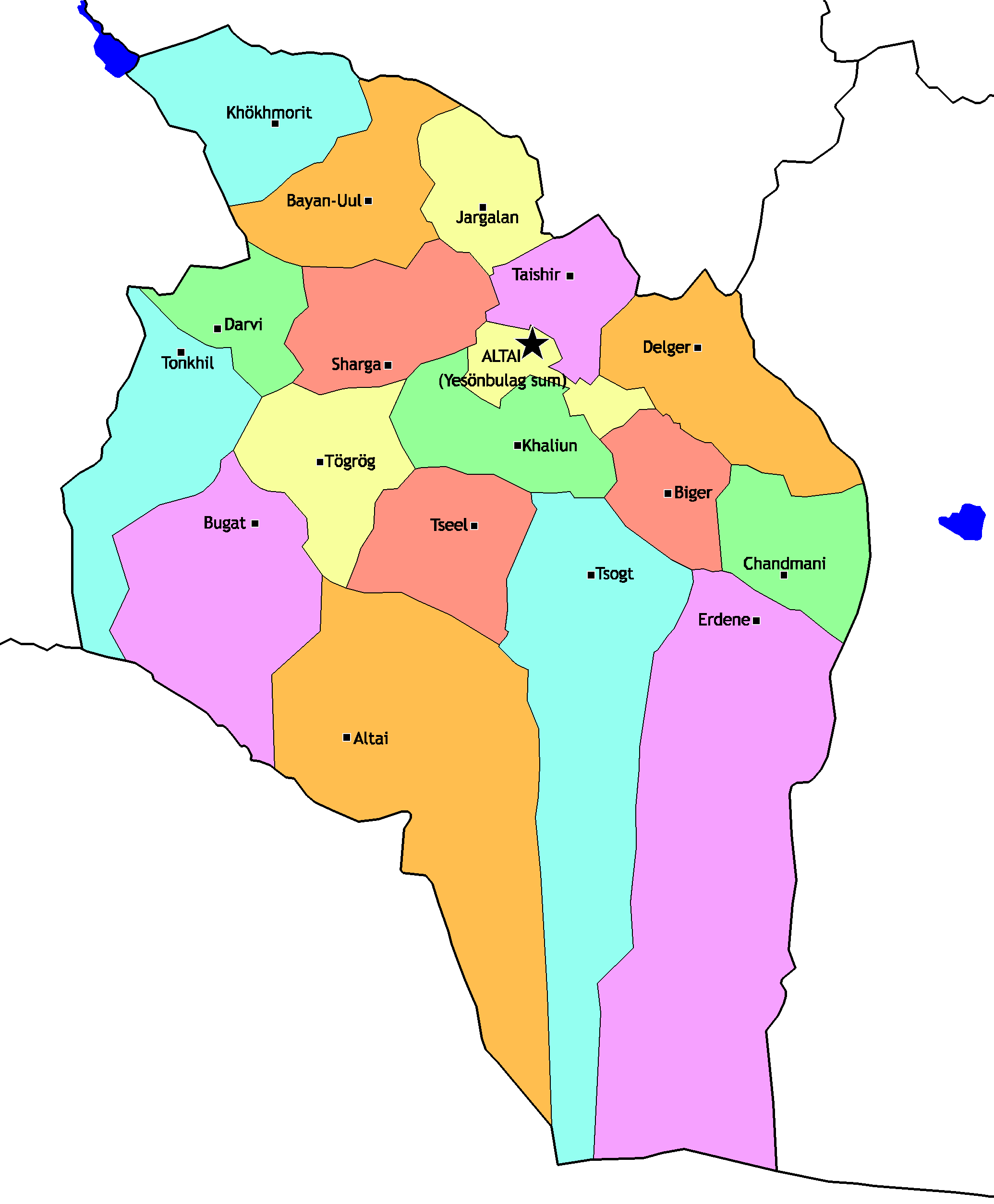
A tartomány járásai

- Altaj járás (Алтай сум)
- Bajan-Úl járás (Баян-Уул сум)
- Biger járás (Бигэр сум)
- Bugat járás (Бугат сум)
- Darvi járás (Дарви сум)
- Delger járás (Дэлгэр сум)
- Jeszönbulag járás (Есөнбулаг сум)
- Dzsargalan járás (Жаргалан сум)
- Tajsir járás (Тайшир сум)
- Tonhil járás (Тонхил сум)
- Tögrög járás (Төгрөг сум)
- Haliun járás (Халиун сум)
- Höhmorit járás (Хөхморьт сум)
- Cogt járás (Цогт сум)
- Cél járás (Цээл сум)
- Csandmani (Чандмань сум)
- Sarga járás (Шарга сум)
- Erdene járás (Эрдэнэ сум)